# مینای بالی
گونه مینای بالی، این گروه شامل یک گونه می‌باشد که آن گونه مینای بالی است. نام علمی آن (Leucopsar rothschildi) است و همچنین به نام‌های مینای روچیلد و مینای بالی معروف است. این گونه مرغ مینا از لحاظ رده‌بندی با دیگر گونه‌های مینا متفاوت است. این گونه از راستۀ طوطی سانان، خانوادۀ استرونیده، جنس لیوکوپسار و گونۀ روتچیلد می‌باشد. اندازۀ آن متوسط بوده و در حدود ۲۵ سانتی‌متر طول دارد. این مینا در مقایسه با دیگر انواع مینا کمی فربه‌تر به نظر می‌رسد و سرتاسر بدن آن تقریباً به رنگ سفید است و تنها تعداد اندکی نوار سیاه رنگ بر روی بال‌ها و دُم آن دیده می‌شوند. حلقۀ دور چشم بدون پَر بوده و به رنگ آبی است و پاهایش به رنگ قهوه‌ای و منقار به رنگ زرد است. هردو جنس نر و مادۀ آن شبیه به هم هستند و شناسایی بین نر و ماده کار دشواری است. خاستگاه مینای بالی، جزیرۀ بالی در کشور اندونزی است و این گونه تنها گونۀ در قید حیات این جزیره می‌باشد که همچنان در آن زندگی می‌کند. این گونۀ کمیاب در سال ۱۹۱۰ کشف شد. دیگر گونه‌های جزیرۀ بالی نظیر ببر بالی که در سال ۱۹۳۷ منقرض شد، منقرض شده‌اند. علت نام‌گذاری این مینا به مینای روتچیلد این است که این پرنده برای نخستین‌بار توسط دانشمند بریتانیایی، لرد روتچیلد در سال ۱۹۱۲ شناسایی و معرفی شد و به همین دلیل از آن زمان به نام مینای روتچیلد نام‌‌گذاری گردید.

## نگارخانه

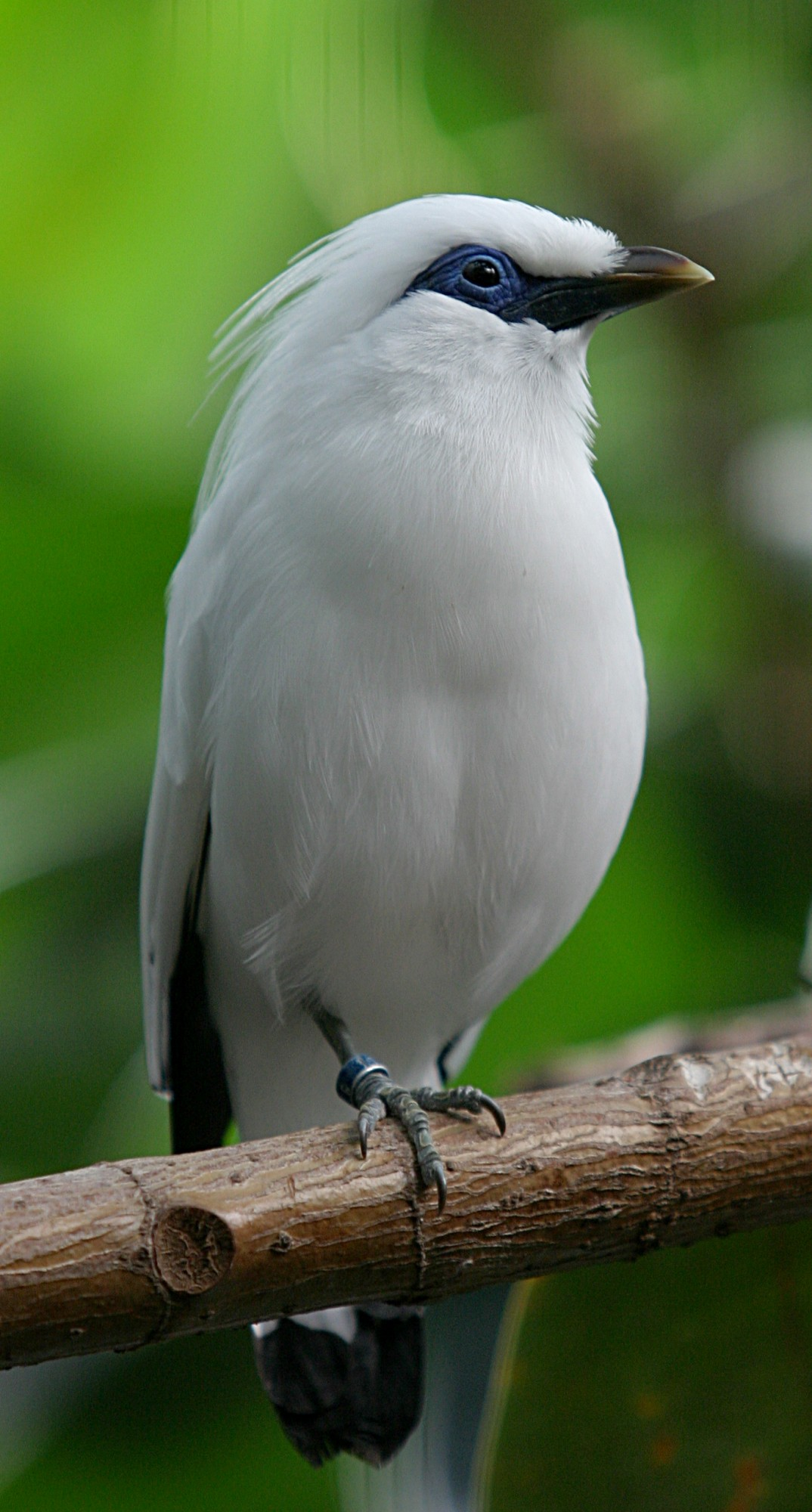
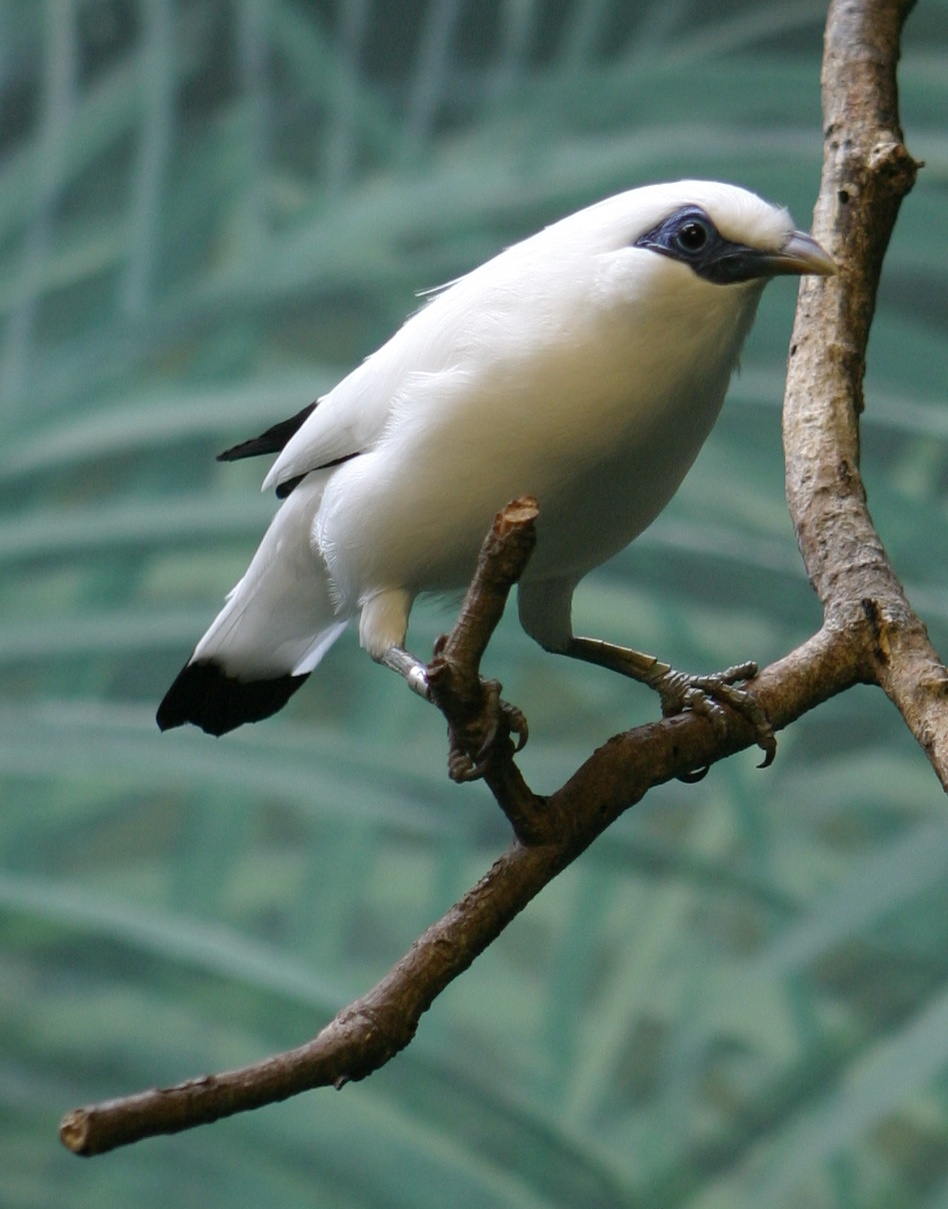
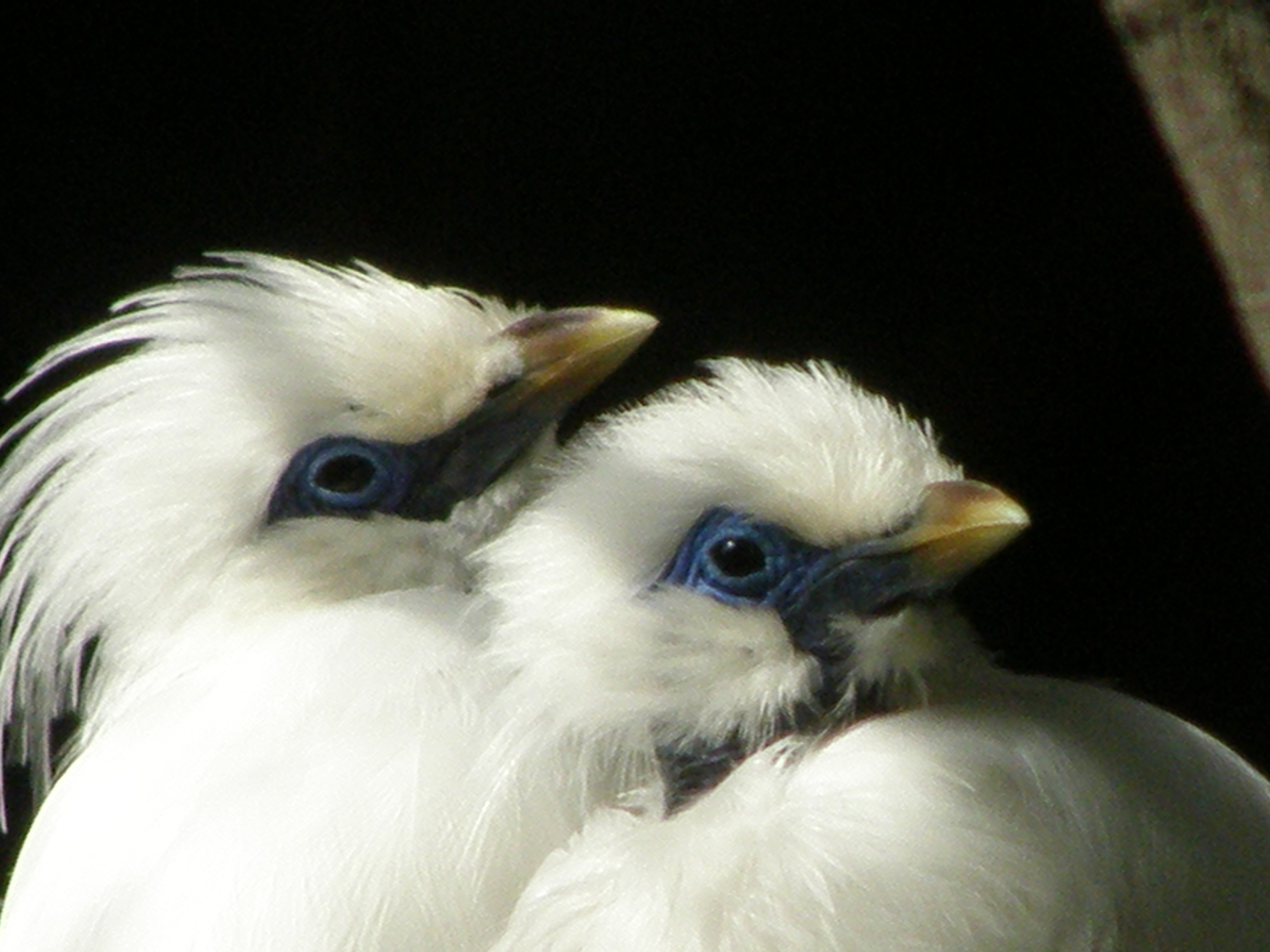
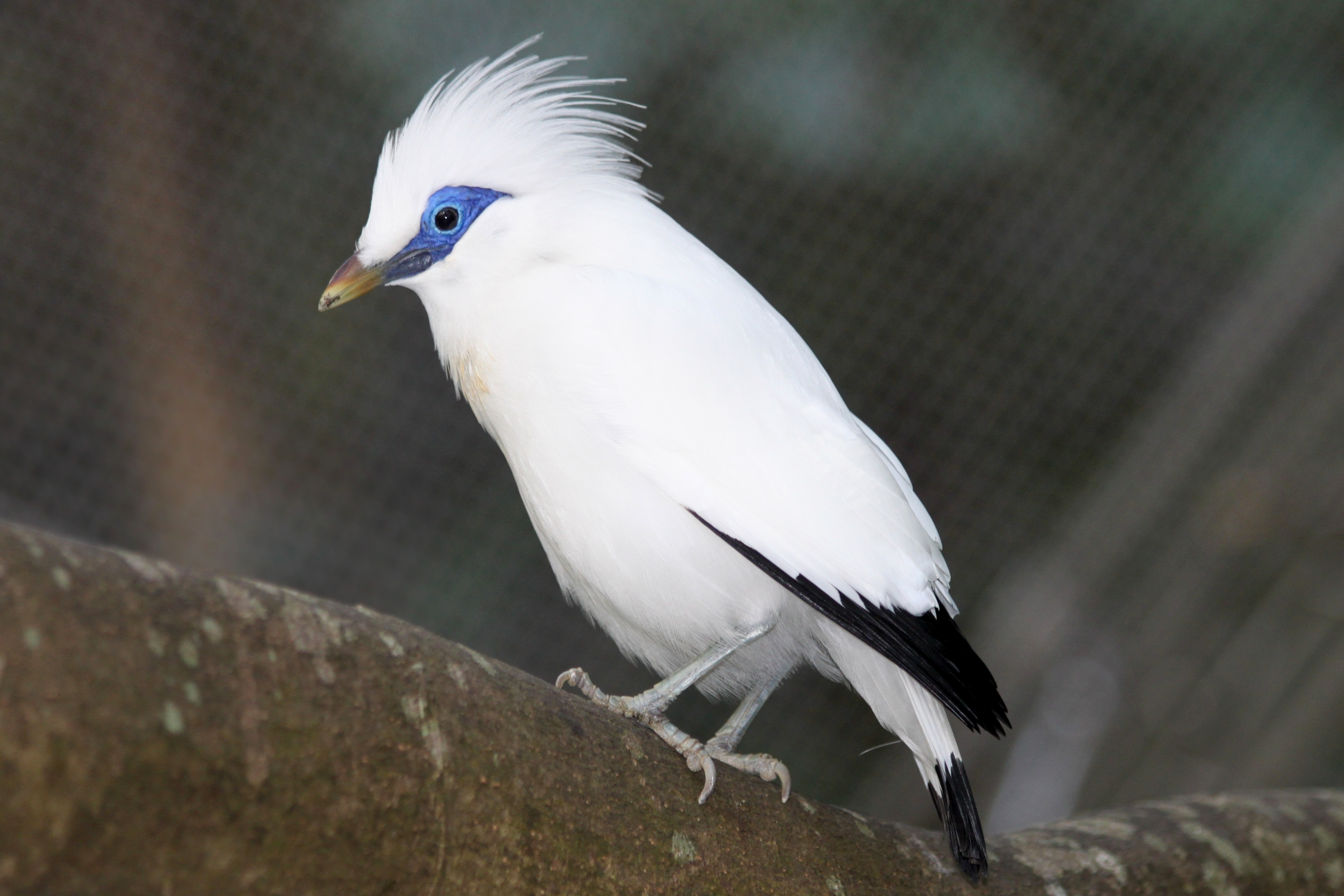